# دو جي وون
دو جي وون (بالكورية: 도지원)‏ هي ممثلة كورية جنوبية، ولدت يوم 14 فبراير 1966 في سول في كوريا الجنوبية.

## روابط خارجية
- دو جي وون على موقع IMDb (الإنجليزية)
- دو جي وون على موقع قاعدة بيانات الفيلم (الإنجليزية)